# Haybach (Selz)
Der Haybach ist ein gut 3 Kilometer langer, nordöstlicher und rechter Zufluss der Selz, der im rheinland-pfälzischen Landkreis Mainz-Bingen verläuft.

## Name
Für den Bach sind verschiedene Namen und Schreibweisen im Gebrauch, er wird auch als Haibach oder Haarbach bezeichnet. Zum ersten Mal wurde er 1576 in einer Dorfbeschreibung erwähnt und Harbach  genannt; auf einer Karte ebenfalls aus dieser Zeit wurde er Klein-Winternheimer Bach genannt.
Nach seinem in der Region am häufigsten benutzten Namen Haybach sind in Klein-Winternheim etwa die Haybach-Halle, ein jährlich stattfindender Haybach-Basar und der jährlich stattfindende Haybachlauf des lokalen Turnvereins benannt. In einigen der heutigen Karten wird er allerdings als Haibach geführt oder in anderen als Heilbach, diesen Namen verwenden die zuständigen Landesämter.

## Geographie

### Verlauf
Der Haybach entspringt in der rheinhessischen Ortsgemeinde Klein-Winternheim und fließt von dort durch die Gemarkung von Ober-Olm, bis er in der Nähe von Nieder-Olm in die Selz einmündet.
Der Haybach wurde Anfang der 1970er Jahre in Klein-Winternheim verrohrt und tritt heute am Südrand des Ortes ans Tageslicht. Er wird zunächst in ein Regenrückhaltebecken geführt und fließt dann durch das landwirtschaftlich geprägte Tal. An seinen Ufern liegen Äcker, gelegentlich Gehölze und Gärten. In der Nähe von Nieder-Olm wurde ein Fischteich angelegt. Kurz vor seiner Mündung in die Selz wird er unter der L 401 und unter einer Eisenbahnlinie sowie unter zwei Landwirtschaftswegen durchgeführt.

### Einzugsgebiet
Das 8,33 km² große Einzugsgebiet des Haybachs liegt im Unteren Selztal und wird durch ihn über die Selz und den Rhein zur Nordsee entwässert.

## Renaturierung

### Ankündigung
Anfang 2019 kündigten die Ortsbürgermeister von Klein-Winternheim und Ober-Olm, Ute Granold und Matthias Becker, ein „kommunales Gemeinschaftsprojekt zur Renaturierung des Baches“ an. Anfang 2022 stellte Doris Leininger-Rill, erste Beigeordnete der Verbandsgemeinde Nieder-Olm und verantwortlich für eine Renaturierung des Haybachs, die Planungen einer beauftragten Fachfirma für das Projekt vor. Am 8. Mai 2023 wurde bekannt gegeben, dass drei Äcker von 1,7 Hektar Fläche von den Gemeinden am Haybach für die beginnende Renaturierung erworben worden sind.

### Hintergrund
Der Haybach ist während der Flurbereinigungen ab der 1950er Jahre in einen Graben umgewandelt worden, um das anfallende Wasser schneller abfließen zu lassen. Das sei ein Konzept gewesen, das sich nicht bewährt habe, so die SGD Süd (Struktur- und Genehmigungsbehörde) in einer Anhörung im Gemeinderat von Klein-Winternheim im Jahr 2016.
Bereits 2002 hatte der Arbeitskreis Umwelt und Natur der Lokalen Agenda Klein-Winternheim auf die wesentlichen Probleme des Haybachs aufmerksam gemacht:
- der Bach wurde unnatürlicherweise tiefer gelegt, begradigt und mit Betonhalbschalen in einen „lebensfeindlichen“ Kanal verwandelt; im Laufe der Jahre ist überdies ein erheblicher Teil der Betoneinfassung zerborsten.
- originäres Quellwasser wird im Dorfbereich in die Kanalisation abgeführt, weshalb der Bach manchmal trockenfällt.
- bei Starkregenereignissen wird das Abwasser mit allen Rückstanden wie z. B. „gebrauchten Damenbinden“ etc. in den Haybach „abgeschlagen“, d. h. das Abwasser wird ungeklärt in den Bach abgelassen.[10]

Im Jahr 2006 legte der Abwasserzweckverband Untere Selz in Dorfnähe ein Regenrückhaltebecken an, das er in Kooperation mit der Gemeinde und der Lokalen Agenda naturnäher gestaltete. Der Bach wurde in diesem Bereich aus den Betonhalbschalen geholt, wieder höher gelegt, durfte ein Stück weit mäandern. Der weitere problematische Verlauf des Baches, die fehlende Quellwasserzuführung und die Ableitung von ungeklärtem Abwasser in den Bach bei Starkregen blieben von der Maßnahme unberührt.
Im Jahr 2010 entstand eine Diplomarbeit an der FH-Bingen im Fachbereich Umwelt zu Renaturierungsmöglichkeiten des Baches. Die Vorsitzende der Lokalen Agenda, Irene Wellershoff, führte dazu aus: „Ein renaturierter Haybach wäre eine Aufwertung der Landschaft – für die Natur und die Tiere, für die Bürger und letztlich auch für den Tourismus“. Sie skizzierte das wünschenswerte „Langzeitprojekt“ einer Renaturierung des Baches als „einer grünen Lebensader durch das landwirtschaftlich genutzte Tal.“
Im Mai 2019 sprachen sich die Gemeinderäte von Ober-Olm und Klein-Winternheim für die Renaturierung des Baches aus. In einer gemeinsamen Pressemeldung erklärten die Ortsbürgermeister Granold und Becker das Abwasserproblem angehen zu wollen und eine „Bachaue“ in Zusammenarbeit mit den zuständigen Behörden, Landwirten, Naturschützern und interessierten Bürgern schaffen zu wollen. Anfang 2022 stellte Doris Leininger-Rill, als 1. Beigeordnete der VG Nieder-Olm zuständig für den Bach, die aktuellen Planungen der Öffentlichkeit vor. Unter dem Titel „Der HAYBACH und sein POTENTIAL“ zeigte die Lokale Agenda Klein-Winternheim 2020 in einer „virtuellen Ausstellung“, welche Renaturierungsmöglichkeiten der Bach bietet. Unter dem Titel „Lasst den Haybach wieder fließen! Oder: Was Renaturierung mit ‚langem Atem‘ zu tun hat“ dokumentierte sie 2022 in einer weiteren virtuellen Ausstellung 40 Jahre Renaturierungsgeschichte.